# Schicht in Weiß
Schicht in Weiß ist eine 13-teilige Serie der ARD, die ab 1976 in diversen regionalen Vorabendprogramm der ARD-Sender gesendet wurde. Auftraggeber war der SFB bzw. die Berliner Werbefunk GmbH. Neben Hafenkrankenhaus war es die erste deutsche Arztserie und die erste jenes Genres in Farbe.

## Inhalt
Krankenschwester Hilde Gröndahl kehrt nach der Karenz wieder zurück in ihren alten Job und arbeitet wieder als Krankenschwester. Dabei muss sie erst wieder lernen, mit der Doppelbelastung als Mutter einerseits und als berufstätige Hausfrau umzugehen.

## Sonstiges
Das Drehbuch zu allen Folgen schrieb Peter M. Thouet, Kameramann war Bert Meister.
Michael Reufsteck und Stefan Niggemeier schreiben in ihrem Fernsehlexikon über die Reihe: „Diese Produktion war anspruchsvoller als die Durchschnittskrankenhausserien, die zwar kranke Menschen, aber doch letztlich immer nur eine heile Welt zeigen. Hier wurden die Patientengeschichten auch mit sozial bedeutsamen Themen verknüpft.“

## Episodenliste
1. Zwei Frauen
2. Heilsamer Wechsel
3. Kommen und Gehen
4. Der Ausreißer
5. Alter Mann, was nun?
6. Herzensangelegenheiten
7. Männer und Frauen
8. Menschen, Mächte und Maschinen
9. Der Flaschenteufel
10. Wie werden wir ihn los?
11. Kinder, Kinder
12. Die schöne Isabell
13. Eine Krise kommt selten allein